# 안영준 (농구 선수)
안영준(安永俊, 1995년 6월 28일 ~ )은 대한민국의 농구선수이며 포지션은 스윙맨이다.
2017-2018 시즌 신인상을 수상하였다.

## 서울 SK 나이츠시절
2017-2018 시즌 신인드래프트에서 전체 4순위로 서울 SK 나이츠에 지명되었다.
11월 5일 고양 오리온 오리온스와의 경기에서 데뷔하였다. 데뷔 첫 경기에서 7분 12초를 뛰면서, 6득점 4리바운드로 좋은 인상을 남겼다.
두번째 경기인 부산 kt 소닉붐과의 경기에서 대학동기였던 허훈과의 맞대결에서 10분 4초 7득점 2리바운드 1스틸을 기록하였다.
이후 경기들에서 팀에서 궃은일을 하면서 점차 출장시간을 늘려가고 있으며, 감독 문경은도 신인왕 지원사격에 나섰다.
2017-2018시즌 인생에 한번뿐인 신인선수상을 수상하였다.

## 에피소드
- 허훈과 함께 팀의 주축 선수였으며, 팀에서 슈터 역할을 맡았다.
- 중앙대학교의 김국찬(KCC, 전체 5순위) 등과 고민을 하였지만, 부상이 있는 김국찬보다는 안영준이 좀 더 SK의 농구에 더 어울린다고 생각하여 지명하였다.

## 출신 학교
- 서울삼광초등학교
- 용산중학교
- 경복고등학교
- 연세대학교 스포츠레저학과 학사